# لويس جونسون (منتج أسطوانات)
لويس جونسون (بالإنجليزية: Louis Johnson)‏ هو عازف جاز وعازف قيثارة ومنتج أسطوانات أمريكي، ولد في 13 أبريل 1955 في لوس أنجلوس في الولايات المتحدة، وتوفي في 21 مايو 2015 في لاس فيغاس في الولايات المتحدة.

## وصلات خارجية
- لويس جونسون على موقع ميوزك برينز (الإنجليزية)
- لويس جونسون على موقع أول ميوزيك (الإنجليزية)
- لويس جونسون على موقع ديسكوغز (الإنجليزية)